# 越南服役獎章
越南服役獎章（Vietnam Service Medal）是美國的一項跨軍種通用勳獎。該勳獎根據美國總統詹森簽發的第11231號行政命令，於1965年7月8日設立，為美軍在越戰中的主要勳獎。
在越南服役獎章設立之前，所有在越南及相關東南亞戰區服役的美軍，均獲頒武裝部隊遠征獎章。不過越南服役獎章設立後，美軍可按國防部劃分的戰役時期，向人員紀錄中心申請，將1961年至1965年間獲頒的武裝部隊遠征獎章，轉換成越南服役獎章；然而美軍不可以將越南服役獎章轉換為武裝部隊遠征獎章。
1973年美國與北越簽下巴黎和平協約時，國防部一共為海陸空三軍劃分了29場戰役。每參與一場戰役的美軍個體或編制單位，可在其韓國服役獎章加上一枚銅質服役星章（即戰鬥之星）；每五場戰役可換算為一枚銀質服役星章。其時陸軍、海軍、空軍、陸戰隊及海岸防衛隊均認可了17場戰役，但各軍種的戰役時期劃分並不一致。
1975年越戰即將結束之際，海軍及空軍分別在金邊（鷹遷行動）及西貢陷落（常風行動）中撤僑；而海軍、空軍及陸戰隊又在越戰後不久參與了馬亞圭斯號貨船事件。參與這些行動的美軍，起初獲頒武裝部隊遠征獎章（每個行動一枚），但海軍、國會及國防部對此一直有爭議。到2003年，國會及國防部對此終有定案：參與鷹遷行動的美軍，仍舊獲頒武裝部隊遠征獎章；參與常風行動的海軍、陸戰隊及空軍，可將武裝部隊遠征獎章轉換為額外一枚越南服役獎章；而參與馬亞圭斯號貨船事件的美軍，繼續獲頒武裝部隊遠征獎章。
參與鷹遷行動及常風行動的美軍，可同時獲頒人道主義服役獎章。

## 頒發條件
越南戰役獎章的具體頒發條件如下：
- 在1965年7月3日至1973年3月28日期間，於越南及其附近海域等指定地區服役，並直接參與美軍軍事行動；

- 在指定海域執勤的美國海軍或海岸防衛隊艦艇上服役、或派駐到該等艦艇最少一日；

- 在常駐指定海域的任何艦艇服役、或派駐到該等艦艇最少一日；

- 臨時派駐地面部隊的人員，必須在指定區域連續服役30日，或斷續服役60日，方可獲頒獎章（派駐海上艦艇或空中部隊不受服役時間所限）

## 獎章設計
獎章由美國陸軍紋章學院的雕匠設計。獎章正面為一處竹林，竹林後方為一條潛藏的東方龍；「REPUBLIC OF VIETNAM SERVICE（越南共和國服役）」字樣在其下方；而獎章背面為一把弩，以火炬為箭，下方為「UNITED STATES OF AMERICA（美國）」字樣。

## 相關獎章
獲頒越南服役獎章的美國人員，大多數可同時獲頒南越的越南共和國戰役獎章及越南英勇十字集體嘉獎。

## 戰役日期
| 戰役名稱               | 開始日期       | 結束日期       | 陸軍  | 海軍及陸戰隊 | 空軍  | 海岸防衛隊 |
| 越南早期軍事顧問       | 1961年11月15日 | 1965年3月1日   |       |              | XXXXX |            |
| 越南軍事顧問           | 1962年3月15日  | 1965年3月7日   | XXXXX | XXXXX        |       | XXXXX      |
| 越南空中防禦           | 1965年3月2日   | 1966年1月30日  |       |              | XXXXX |            |
| 越南防禦               | 1965年3月8日   | 1965年12月24日 | XXXXX | XXXXX        |       | XXXXX      |
| 越南反攻－第一階段     | 1965年12月25日 | 1966年6月30日  | XXXXX | XXXXX        |       | XXXXX      |
| 越南空中反攻           | 1966年1月31日  | 1966年6月28日  |       |              | XXXXX |            |
| 越南空中攻勢－第一階段 | 1966年6月29日  | 1967年3月8日   |       |              | XXXXX |            |
| 越南反攻－第二階段     | 1966年7月1日   | 1967年5月31日  | XXXXX | XXXXX        |       | XXXXX      |
| 越南空中攻勢－第二階段 | 1967年3月9日   | 1967年3月31日  |       |              | XXXXX |            |
| 越南反攻－第三階段     | 1967年6月1日   | 1968年1月29日  | XXXXX | XXXXX        |       | XXXXX      |
| 越南空中地面攻勢       | 1968年1月22日  | 1968年7月7日   |       |              | XXXXX |            |
| 春節攻勢               | 1968年1月30日  | 1968年4月1日   | XXXXX | XXXXX        |       | XXXXX      |
| 越南空中攻勢－第三階段 | 1968年4月1日   | 1968年10月31日 |       |              | XXXXX |            |
| 越南反攻－第四階段     | 1968年4月2日   | 1968年6月30日  | XXXXX | XXXXX        |       | XXXXX      |
| 越南反攻－第五階段     | 1968年7月1日   | 1968年11月1日  | XXXXX | XXXXX        |       | XXXXX      |
| 越南空中攻勢－第四階段 | 1968年11月1日  | 1969年2月22日  |       |              | XXXXX |            |
| 越南反攻－第六階段     | 1968年11月2日  | 1969年2月22日  | XXXXX | XXXXX        |       | XXXXX      |
| 1969年春節反攻         | 1969年2月23日  | 1969年6月8日   | XXXXX | XXXXX        | XXXXX | XXXXX      |
| 越南－1969年夏秋季     | 1969年6月9日   | 1969年10月31日 | XXXXX | XXXXX        | XXXXX | XXXXX      |
| 越南－1970年冬春季     | 1969年11月1日  | 1970年4月30日  | XXXXX | XXXXX        | XXXXX | XXXXX      |
| 避難所反攻             | 1970年5月1日   | 1970年6月30日  | XXXXX | XXXXX        | XXXXX | XXXXX      |
| 越南反攻－第七階段     | 1970年7月1日   | 1971年6月30日  | XXXXX | XXXXX        |       | XXXXX      |
| 西南季候風             | 1970年7月1日   | 1970年11月30日 |       |              | XXXXX |            |
| 追擊游擊隊－第五階段   | 1970年12月1日  | 1971年5月14日  |       |              | XXXXX |            |
| 追擊游擊隊－第六階段   | 1971年5月15日  | 1971年10月31日 |       |              | XXXXX |            |
| 堅守－第一階段         | 1971年7月1日   | 1971年11月30日 | XXXXX | XXXXX        |       | XXXXX      |
| 追擊游擊隊－第七階段   | 1971年11月1日  | 1972年3月29日  |       |              | XXXXX |            |
| 堅守－第二階段         | 1971年12月1日  | 1972年3月29日  | XXXXX | XXXXX        |       | XXXXX      |
| 越南停火               | 1972年3月30日  | 1973年1月28日  | XXXXX | XXXXX        | XXXXX | XXXXX      |
| 常風行動               | 1975年4月29日  | 1975年4月30日  |       | XXXXX        | XXXXX |            |